# Березюк, Нина Михайловна
Березюк Нина Михайловна (9 июля 1935, Харьков) — украинский библиотековед, библиограф, педагог. Работала в Харьковской научной медицинской библиотеке, в библиотеках высших учебных заведений, массовых библиотеках. Более четверти века находилась на должности главного библиографа в Центральной научной библиотеке Харьковского государственного университета имени В. Н. Каразина.

## Биография
Березюк Нина Михайловна родилась 9 июля 1935 года в Харькове .
В 1953 году окончила библиотечное отделение Харьковского техникума подготовки просветительских работников.
В 1958 году получила высшее образование, окончив библиотечный факультет Харьковского государственного института культуры (теперь — Харьковская государственная академия культуры).
В 1962 — 1969 годы работала в должностях старшего, а затем главного библиотекаря в Центральной научной библиотеке Харьковского государственного университета .
В течение 1969 — 1975 лет занимала должность директора Дома ученых Харьковского обкома профсоюза работников просвещения, высшей школы и научных учреждений.
В 1975 — 1991 году была проректором по заочному обучению Харьковского государственного института культуры (ныне — Харьковская государственная академия культуры).
С 1992 года находится на посту главного библиографа ЦНБ ХГУ. Нина Михайловна принимала активное участие в научной работе библиотеки, много выступала на конференциях, работала над созданием Музея работ ученых университета, проводила работу по формированию информационной культуры студентов.

## Научная деятельность
Нина Михайловна является автором монографий. Среди важнейших можно назвать первый в библиотековедении биоблиографичний указатель, посвященный библиотековеду, выпускнику Харьковского университета, библиотекарю, библиографу, директору ЦНБ К. И. Рубинскому («К. И. Рубинский: библиотекарь, библиотековед, библиограф (1860—1930)», а также «Библиотека Харьковского национального университета им. В. Н. Каразина за 200 лет», «Неизвестный Джунковский: ректор Харьковского университета 1821—1826 гг.». Её творчество составляет более 150 публикаций в научных сборниках, журналах «Библиотечный вестник», «Библиотечный форум Украины», «Вестник Книжной палаты», «Вестник Бае», «Библиотековедение», «Научные и технические библиотеки». Нина Михайловна является инициатором проведения «Чтений памяти Константина Ивановича Рубинского» .
Нина Березюк — лауреат премии имени К. И. Рубинского (1999), «Отличник образования Украины» (2002), почетный член Всеукраинского общества краеведов (2005), победитель конкурса Харьковского зонального методического объединения библиотек вузов III—IV уровней аккредитации «Библиотекарь года — 2010». Получила награду Украинской библиотечной ассоциации «За вклад в библиотековедение» (2011).